# Оберхозенбах
Оберхозенбах (нем. Oberhosenbach) — община в Германии, в земле Рейнланд-Пфальц. 
Входит в состав района Биркенфельд. Подчиняется управлению Херрштайн.  Население составляет 159 человек (на 31 декабря 2010 года). Занимает площадь 4,14 км².